# Forma cíclica
La forma cíclica es una técnica de construcción musical mediante la que se utiliza un tema, melodía, o material temático como elemento unificador de varias secciones o movimientos de una composición musical. A veces el tema aparece al principio y al final. Por ejemplo, en la sinfonía n.º 3 de Brahms. En otras ocasiones puede aparecer en diferentes partes, como en la Sinfonía fantástica de Berlioz.
Pueden encontrarse diversos ejemplos a lo largo de historia de la música. Uno de los primeros usos de este principio de la unidad en una forma de la múltiple-sección es la misa cíclica renacentista, que incorpora una parte generalmente bien conocida del canto llano como cantus firmus en cada una de sus secciones. Pueden encontrarse también ejemplos en música instrumental del siglo XVII, tales como las suites de danzas de Samuel Scheidt, en las que se utiliza un ostinato en la línea de bajo que se repite en cada movimiento. Cuando los movimientos son suficientemente cortos y comienzan a ser oídos como uno solo en vez de varios, empieza a distorsionarse el límite entre la forma cíclica y la forma musical de la variación.
El término se aplica habitualmente a música compuesta a partir del siglo XIX; entre los casos más famosos se encuentran la sinfonía en re menor de César Franck o la Sinfonía Fantástica, la sonata para piano en si menor y otras numerosas composiciones de Franz Liszt. A finales de ese mismo siglo, la forma cíclica se había convertido en un principio constructivo extremadamente común, muy probablemente porque el progresivo aumento en la longitud y la complejidad de las composiciones de varios movimiento exigieron un método unificador más allá de la mera relación de tonalidades.
El término es más discutible en ciertos casos en los que la semejanza es menos clara, particularmente en los trabajos de Beethoven, que utiliza fragmentos muy básicos. La sinfonía n.º 5 de Beethoven es un ejemplo de la forma cíclica en el cual un tema se utiliza a través de la sinfonía, pero con diversa orquestación. Todos tienen el tema «corto-corto-corto-largo» encajado en cada movimiento.
- Datos: Q952612